# Vai (QuartAumentata)
Vai è un singolo del gruppo musicale calabrese dei QuartAumentata, pubblicata nell'album Navigando. Successivamente è stato incluso nelle raccolte The Best Of QuartAumentata e Live 22th QuartAumentata.

## Descrizione
Il testo del brano racconta la gioia ed il senso di liberazione di un uomo che riesce a sfuggire da una relazione sentimentale opprimente e soffocante, ritrovando così la propria serenità.

## Video musicale
Il video musicale mostra i membri della band mentre ballano e cantano il testo della canzone al tramonto in diverse location suggestive: una collina, una spiaggia e una barca abbandonata sulla riva.